# チェボタレフの密度定理
代数的整数論のチェボタレフの密度定理（チェボタレフのみつどていり、英: Chebotarev's density theorem）とは、有理数体 {\displaystyle \mathbb {Q} } のガロア拡大 K における素数の分解の仕方について成り立つ統計的な法則を明らかにした定理である。一般に、素数は
K
の代数的整数の環でいくつかの理想因子に分解し、起こりうる分解のパターンは有限である。一般のガロア拡大において素数
p がどう分解するか完全に記述することは大きな未解決問題であるが、整数
N
未満の素数 p で与えられたパターンで分解するものの割合は、N
を限りなく大きくしていったときある極限に収束することが証明された。これをチェボタレフの密度定理という。このことはニコライ・チェボタレフによって1922年に彼の学位論文にて証明され、(Tschebotareff 1926) で公表された。
簡単な場合についてこの定理の内容を述べると、有理数体
{\displaystyle \mathbb {Q} }
の
n 次ガロア拡大である代数体
K
において完全分解する素数の素数全体の中での密度は
1/n
である、となる。一般には、フロベニウス元と呼ばれるガロア群
Gal(K/Q)
の元が（ほとんど）全ての素数に対して共役を除いて定まり、この不変量が素数の分解の仕方を決定している。このとき、密度定理の主張は、この不変量がガロア群の中で一様に漸近分布し、したがって k 個の元からなる共役類に入る頻度は漸近的には
k/n
である、というものである。

## 歴史
カール・フリードリヒ・ガウスが複素整数 Z[i] の研究をはじめたとき、この新しい整数の中では普通の意味での素数がさらに分解できることに気づいた。素数 p が mod 4 で1と合同ならば、2つの異なるガウス素数の積に分解する（完全分解）。素数 p が mod 4 で3と合同ならば素数のままである（惰性）。素数 p が2ならばガウス素数 (1+i) の平方と可逆なガウス整数 −i の積に分解する（分岐）。具体例は
{\displaystyle 5=(1+2i)(1-2i)} は完全分解
{\displaystyle 3} は惰性
{\displaystyle 2=-i(1+i)^{2}} は分岐
など。この合同による特徴づけから、完全分解する素数の割合は
1/2
で、Z[i] でも素数のままである素数の割合も同様であろうと想像がつく。実際、ディリクレの算術級数定理によってこのことを証明できる。素数の出現の仕方が不規則であったとしても、拡大
{\displaystyle \mathbb {Z} \subset \mathbb {Z} [i]}
における素数の分解は簡単な統計法則にしたがうのである。
同様の素数の分解についての統計法則が、1の原始冪根を有理数体に付け加えて得られる円分拡大でも成り立つ。例えば、1の原始8乗根を付け加えた整数環での分解の仕方によって通常の素数を4つの種類に分類すると、それぞれの確率は 1/4 となる。この体拡大は、拡大次数は4で、ガロア群はクラインの四元群と同型なアーベル拡大である。素数の分解には、体拡大のガロア群が重要な役割を果たしていることが判明した。ゲオルク・フロベニウスがこの分解の仕方を研究する方法を確立し、そして特別な場合に密度定理を証明した。一般的な形での証明はニコライ・チェボタレフにより1922年になされた。

## ディリクレの定理との関係
チェボタレフの密度定理はディリクレの算術級数定理の一般化と見ることもできる。定量的な形のディリクレの定理とは、N ≥ 2
を整数、a を N と互いに素な整数とすると、N
を法として a に合同な素数 p の比率は漸近的には
1/n
に等しい、というものであった。ここで
n = φ(N)
はオイラーの φ 関数である。これは1の原始
N
乗根を付け加えた円分体 K についてチェボタレフの密度定理を特殊化したものになっている。実際、まず
K/Q のガロア群はアーベル群で
mod N の可逆な剰余類のなす群と自然に同一視できることに注意する。N
を割らない素数 p の分解不変量は単にその剰余類である。これは、自然な同一視の作り方からわかる。したがってチェボタレフの密度定理により素数は
N と互いに素な剰余類たちに漸近的に一様分布する。

## フロベニウスの研究
この分野におけるフロベニウスの先駆的な研究がサーベイ論文
Lenstra & Stevenhagen (1996)
で触れられている。K を有理数体
Q
のガロア拡大とし、P(t)
をモニックな整数係数多項式で K が
P
の分解体になるようなものとする。素数
p を法として P の因数分解を考える。mod p での
P の既約因子の次数のリストを'分解の型'と呼ぶ。'分解の型'は、P
の次数を n とすると、n の分割 Π になっている。Q 上の
K のガロア群を G とすると、G の元 g は
P
の
K
における根に置換で作用する。言い換えると、P の根の集合に順序をいれることにより、G
は対称群
Sn
に部分群として埋め込める。巡回置換表現を考えることで、
g の'巡回置換型' c(g) が得られる。これもまた
n の分割になっている。
フロベニウスの定理とは、任意の分割 Π に対して、
P の
mod p
での分解の型が Π
になる素数 p 全体は、δ を
G の元
g で
巡回置換型 Π を持つものの割合とすると、自然密度
δ を持つ、という定理である。
より一般的なチェボタレフの定理は素イデアルのフロベニウス元（元といっても実際にはガロア群 G の共役類 C）を使って述べられる。この定理は、ある固定した共役類 C に対して、フロベニウス元が C になる素数の割合は漸近的には
|C|/|G|
になるという主張である。G がアーベル群の場合には共役類の大きさ（含まれる元の数）は1である。位数が6の非アーベル群の場合には、共役類の大きさは1、2、3のいずれかである。これから、例えばフロベニウス元の位数が2となるような素数
p
の割合は50%であることがわかる。これらの素数の剰余次数は2なので、この群をガロア群とする
Q
の6次拡大ではちょうど3つの素イデアルに分解する。

## 定理の内容
L を代数体 K
の有限次ガロア拡大とし、G をそのガロア群とする。X
を G の部分集合で共役で閉じているものとする。このとき、K
の素イデアル v で L で不分岐かつ対応するフロベニウス共役類
Fv
が
X
に含まれているもの全体の集合は密度
{\displaystyle {\frac {\#X}{\#G}}}
を持つ。密度が自然密度であっても解析密度であってもこのことが成り立つ。

### エフェクティブ版
一般化されたリーマン予想から、次のエフェクティブなチェボタレフの密度定理が得られる。L/K を有限次ガロア拡大、そのガロア群を
G、C を
G
のいくつかの共役類の和集合とする。このとき、K
の不分岐な素イデアルでノルムが
x 以下かつそのフロベニウス共役類が C に含まれるものの個数は
{\displaystyle {\frac {|C|}{|G|}}{\Bigl (}\mathrm {li} (x)+O{\bigl (}{\sqrt {x}}(n\log x+\log |\Delta |){\bigr )}{\Bigr )}}
と等しい。ここで、ランダウの記号に暗に含まれている定数は絶対定数であり、n は
L
の
Q
上の次数、Δ はその判別式である。
一般化されたリーマン予想を仮定しない場合、エフェクティブなチェボタレフの密度定理ははるかに弱いものとなる。L を
Q
の次数 d の有限次ガロア拡大とし、そのガロア群を G とする。{\displaystyle \rho }
を次数 n の自明でない
G
の既約表現とし、{\displaystyle {\mathfrak {f}}(\rho )}
をこの表現のアルティン導手とする。そして、{\displaystyle \rho \otimes \rho }
または
{\displaystyle \rho \otimes {\bar {\rho }}}
の部分表現
{\displaystyle \rho _{0}}
に対して
{\displaystyle L(\rho _{0},s)}
が整関数だったと仮定する。つまり、アルティン予想が全ての
{\displaystyle \rho _{0}}
に対して成り立ったと仮定する。{\displaystyle \chi _{\rho }}
を
{\displaystyle \rho }
の指標とする。このとき、正の絶対定数
{\displaystyle c}
が存在して、{\displaystyle x\geq 2} に対して
{\displaystyle \sum _{p\leq x,p\not \mid {\mathfrak {f}}(\rho )}\chi _{\rho }({\text{Fr}}_{p})\log p=rx+O{\biggl (}{\frac {x^{\beta }}{\beta }}+x\exp {\biggl (}{\frac {-c(dn)^{-4}\log x}{3\log {\mathfrak {f}}(\rho )+{\sqrt {\log x}}}}{\biggr )}(dn\log(x{\mathfrak {f}}(\rho )){\biggr )}}
が成り立つ。ここで
{\displaystyle r}
は
{\displaystyle \rho }
が自明なら1、そうでなければ0である。また、{\displaystyle \beta }
は
{\displaystyle L(\rho ,s)}
の例外零点と呼ばれる実数である。その零点が無い場合は項
{\displaystyle x^{\beta }/\beta }
は出てこない。この式に暗に含まれている定数は絶対定数である。

### 無限次拡大
チェボタレフの密度定理は
K の素イデアルの有限集合 S の外では不分岐な無限次ガロア拡大 L / K
に対して一般化できる。この場合、L / K のガロア群 G
はクルル位相を備えた副有限群である。G
はこの位相でコンパクトであるから、G 上には一意的なハール測度 μ が存在する。S
に含まれない K の任意の素イデアル v に対してフロベニウス共役類
Fv
が定まる。この場合のチェボタレフの密度定理は次のように述べられる。
X を G の共役で閉じている部分集合で境界のハール測度がゼロであるものとする。このとき、S に含まれない K の素イデアル v で Fv ⊆ X となるものの集合の密度は
{\displaystyle {\frac {\mu (X)}{\mu (G)}}}
である。
L / K が有限次拡大の場合にはハール測度は数え上げ測度になるので、有限次の場合の密度定理と同じ主張となる。
この定理から、L の不分岐な素イデアルのフロベニウス元たちは G で稠密となることがわかる。

## 重要な帰結
チェボタレフの密度定理から、代数体のガロア拡大を分類する問題は拡大での素イデアルの分解を記述する問題に帰着されることがわかる。具体的にいうと、代数体 K
のガロア拡大
L
は、この拡大で完全分解する K の素イデアルの集合によって一意的に決定されることがこの定理からわかる。また、K
のほとんどすべての素イデアルが
L
で完全分解するならば、実際には
L = K
であることがわかる。

## チェボタレフの証明
現代ではチェボタレフの密度定理は類体論を応用して証明される。しかしチェボタレフによる元々の証明は類体論を使わないもので、まず任意の代数体の円分拡大に対して算術級数定理の証明と同様の方法で密度定理を証明し、次にそれを用いて任意のアーベル拡大に対して密度定理を証明し、最後に任意のガロア拡大に対する密度定理をアーベル拡大の場合に帰着して証明するという方法であった。道具としては基礎的なガロア理論や代数的整数論しか使わないものであるが、特に円分拡大に対する密度定理からアーベル拡大に対する密度定理を導出する方法はアーベル拡大と円分拡大を「交差」させるという巧妙なもので、円分体交差法という名前がつけられている。歴史的には、チェボタレフがまず類体論を使わずに密度定理を証明し、次にその証明に使われた「円分体交差法」を使ってアルティンがアルティン相互法則を証明し、そのあとにチェボタレフの密度定理が類体論によって証明されるようになった。Lenstra & Stevenhagen (1996, p. 17) には、現代までに知られているアルティン相互法則の証明はすべてチェボタレフのこの方法を用いている、と書かれている。この手法の原型はダフィット・ヒルベルトによるクロネッカー・ウェーバーの定理の証明に見られるという。
円分体交差法によるアーベル拡大に対する密度定理の証明とは次のようなものである。まず有限次代数体のガロア拡大
K/F
とそのガロア群
G
とその共役類
C
に対して
d(K/F, C)
でフロベニウス元が
C
に含まれる
F
の素イデアルの密度を表すものとする。密度定理とは
d(K/F, C)
が存在し
#C/#G
に等しいという主張である。
アーベル拡大に対して密度定理を証明したいので
K/F
をアーベル拡大とし
n := #G
を拡大次数とする。ここで、やや唐突であるが、K の判別式を割らない素数 m を取る。そして ζ
を1の m 乗根とする。判別式を割らないという仮定からガロア群
H := Gal(F(ζ)/F)
は
(Z/mZ)×
と同型であり
Gal(K(ζ)/F)
は
G×H
と同型である。
F
の素イデアル
𝔭
の
G×H
におけるフロベニウス元を
(σ, τ)
とすると、拡大
K/F
における
𝔭
のフロベニウス元は
σ
なので、dinf
で d の定義で極限の代わりに下極限を取ったものを表すことにすると
{\displaystyle d_{\mathrm {inf} }(K/F,\{\sigma \})\geq \textstyle \sum _{\tau \in H}d_{\mathrm {inf} }(K(\zeta )/F,\{(\sigma ,\tau )\})}
が成り立つ。
σ と τ を取って固定する。τ はその位数が
n で割り切れるものを取ったとする。(σ, τ)
で生成される部分群を
<(σ, τ)>
とすると、これと
G×{1} 
の共通部分は単位元のみである。
L
を
<(σ, τ)>
に対応する部分体とすると
L(ζ) = K(ζ)
であり
L(ζ)/L
は円分拡大である。
円分拡大については密度定理は証明できていたとすると
dinf (K(ζ)/L, {(σ, τ)})
は存在しその値は密度定理が主張するものと等しい。これから簡単な議論により
dinf (K(ζ)/F, {(σ, τ)})
も存在しその値は
1/(#G・#H)
に等しいことがわかる。先ほどの不等式において和を取る範囲を
H
から位数が
n
で割り切れる
H
の元の集合
Hn
に狭めこの値を代入することにより不等式
{\displaystyle d_{\mathrm {inf} }(K/F,\{\sigma \})\geq \#H_{n}/(\#G\cdot \#H)}
が得られる。#Hn/#H
がいくらでも1に近くなるように素数
m
が取れるので、これから
{\displaystyle d_{\mathrm {inf} }(K/F,\{\sigma \})\geq 1/\#G}
が成り立つことがわかった。この不等式が #G 個ある全ての σ について成り立つためにはこの不等式が等号で成り立たねばならない。よって密度定理が証明できた。以上が円分体交差法による証明である。